# Aquila (Unternehmen)
Aquila, Inc. war ein US-amerikanisches Energieversorgungsunternehmen mit Sitz in Kansas City. Es betrieb Elektrizitäts- und Erdgasnetze in den USA, Kanada, Australien und dem Vereinigten Königreich. Das Unternehmen besaß und betrieb außerdem einige Elektrizitätskraftwerke. Bis 2002 firmierte das Unternehmen unter dem Namen UtiliCorp United, Inc.